# Comuna Baikivka, Kalînivka
Baikivka (în ucraineană Байківка) este o comună în raionul Kalînivka, regiunea Vinnița, Ucraina, formată din satele Baikivka (reședința) și Hrușkivți.

## Demografie
Componența lingvistică a satului Baikivka
     Ucraineană (98,29%)
     Rusă (1,44%)
     Alte limbi (0,18%)
Conform recensământului din 2001, majoritatea populației satului Baikivka era vorbitoare de ucraineană (98,29%), existând în minoritate și vorbitori de rusă (1,44%).